# Hroznětín
Hroznětín är en stad i Tjeckien.   Den ligger i regionen Karlovy Vary, i den västra delen av landet, 110 km väster om huvudstaden Prag. Hroznětín ligger 452 meter över havet och antalet invånare är 1 721.
Terrängen runt Hroznětín är kuperad åt nordväst, men åt sydost är den platt.Runt Hroznětín är det tätbefolkat, med 343 invånare per kvadratkilometer. Närmaste större samhälle är Karlovy Vary, 8,5 km söder om Hroznětín. Omgivningarna runt Hroznětín är en mosaik av jordbruksmark och naturlig växtlighet.